# Genista scythica
Genista scythica là một loài thực vật có hoa trong họ Đậu. Loài này được Pacz. miêu tả khoa học đầu tiên.